# Ширли (Масачусетс)
Ширли (енгл. Shirley) насељено је место без административног статуса у америчкој савезној држави Масачусетс.

## Демографија
По попису из 2010. године број становника је 1.441, што је 14 (1,0%) становника више него 2000. године.
| Група             | 2000.         | 2010.         |
| Белци             | 1.299 (91,0%) | 1.305 (90,6%) |
| Афроамериканци    | 57 (4,0%)     | 28 (1,9%)     |
| Азијати           | 26 (1,8%)     | 20 (1,4%)     |
| Хиспаноамериканци | 29 (2,0%)     | 58 (4,0%)     |
| Укупно            | 1.427         | 1.441         |